# خفاش گوش‌قیفی کوبایی
خفاش گوش‌قیفی کوبایی (نام علمی: Chilonatalus micropus) نام یک گونه از شاخه طنابداران است.